# Перепеличье
Перепеличье (укр. Перепеличчя) — село на Украине, находится в Немировском районе Винницкой области.
Код КОАТУУ — 0523088804. Население по переписи 2001 года составляет 180 человек. Почтовый индекс — 22854. Телефонный код — 4331.
Занимает площадь 1,21 км².

## Адрес местного совета
22851, Винницкая область, Немировский р-н, с. Чуков